# Искрец
Искрец е село в Западна България, Софийска област, Община Своге.
Селото е разположено на около 45 км от София в Западна Стара планина. В близост до него са селата Брезе, Свидня и Завидовци. То е предпочитано място за почивка на много софиянци, като през празничните дни става доста по-оживено.

## География
Село Искрец се намира в планински район. През него преминава Искрецка река, която се влива в река Искър при град Своге. Край селото са разположени три групи карстови извори, известни като Искрецки извори.

## История
Историята на селото е много богата. 
С решение на кабинета на министър-председателя Драган Цанков, утвърдено с Указ № 317 на княз Александър Батенберг от 26 юни 1880 г. (обн., ДВ, бр. 55 от 5 юли с. г.) е образувана Искречка околия, част от Софийското окръжие. Искречка околия се запазва и след Съединението на България.
Според местен автор „в Искрецка околия, освен цялата Клисура, са влизали още цялата Мала планина заедно с част от полето на юг от нея и всичките села на запад от Бучино дервент до Цариброд и на север – до Берковица“. 
След 1900 г. поради някои причини (прокарването на жп линията София – Мездра, добивът на антрацит, основаването на Фабриката за захарни изделия и др.) административен център става Своге, който постепенно изземва икономическите и административните функции на Искрец.

## Забележителности
Природата на с. Искрец е много красива и поради това то е често посещавано от любителите на българското село. Разположено е в нископланински район, като средната надморска височина е 595 метра. През него минава река Искрецка. Водния отток се формира главно от изворната вода и в по-малка степен от повърхностни води. Минава през с. Свидня и се влива в р. Искър при гр. Своге. Основен приток на р. Искрецка е р. Козла, която извира приблизително 10 км по-нагоре, на територията на село Бучин проход. И двете реки са по-пълноводни през периодите на годината с повече валежи и топенето на снеговете, а в периоди на суша значително намаляват.
На територията на с. Искрец има много пещери, сред които Душника (обща дължина 876 м.), Мечата дупка (обща дължина 142 м., става въпрос за известната „Меча дупка“ при с. Меча поляна.), Извиралото (обща дължина 240 м.) и др. Те са обект на чести туристически посещения от любителите на пещерното дело. Пещерата „Душника“ е една от най-интересните в Понор планина, защото след крайния сифон може да се влезе в голямата водна система на планината, която тръгва от понорите в северната ѝ част. Има факти, които потвърждават това предположение. Например спирането на водата от Искрецкия извор на два пъти – за 24 часа след Свогенското земетресение през пролетта на 1979 г., а втория път за 7 часа през пролетта на 1981 г. при максимален дебит. Трябва да има огромни каверни, които да поемат това количество вода, особено при пролетното пълноводие. Сифонът в „Душника“ обаче е много тесен и за това трябва да се потърси друг, обходен път за проникване в тази система.
Искрецки манастир Успение Богородично. Основан е през XIII в., а през XIV век е разрушен от турците. През XVII век е възобновен като параклис, а от 1834 г. действа отново като манастир. Понастоящем е периодично действащ. Представлява комплекс от черква и жилищни сгради.
Черквата е еднокорабна, едноапсидна, безкуполна постройка, укрепена с контрафорси. Основната ѝ част е построена през XVII в., а през 1846 г. е пристроен притвор, с размери 10 х 7,40 м, по-широк и дълъг от наоса, с размери 8,70 х 5 м. Обновена е през 2000 г. Стените ѝ са покрити с три пласта стенописи, отличаващи се с високи художествени качества.
Южно от черквата и до нея се намира седмоъгълна куполна кръщелна-изповедалня (построена през 1856 г.) с изографисани стени, която е единствената по рода си в българските манастири.
Манастирът е обявен за паметник на културата.

## Редовни събития
Традиционният събор на селото се провежда на празника Пресвета (в църковния календар се открива като Първа неделя след Петдесетница – на Всички светии), който е подвижен и обикновено е през юни.
В района на селото се правят много курбани. Всяка фамилия от незапомнени времена има издигнат оброчен каменен кръст някъде в околността. Поводът, по който са издигнати тези оброчни кръстове и точният момент, когато това е станало, отдавна никой не помни. Но обетът се пази от потомците. Всяка година на определения ден цялата фамилия се събира – от новородените до старците, набавят продукти и приготвят курбан, на който всички съселяни са поканени. В двора на черквата „Св. Николай Чудотворец“ се прави курбан както на празника на селото Пресвета, така и на Никулден. Останалите курбани, които се организират от отделните фамилии, се провеждат на някои от църковните празници през годината.

## Личности
- Силви Вартан, певица (р. 1944)
- Иван Славков – Батето
- Младен Стоянов – политик от БКП

## Други
Климатът на село Искрец е известен със своята уникалност. По поречието на река Искрецка преди известно време е установено наличието на специфичен микроклимат, характеризиращ се с много чист въздух и незначителния брой на дните с мъгли, което го прави подходящ за лечение на хора с белодробни заболявания.
В с. Искрец има санаториум за белодробно болни. Болницата е създадена през 1908 г. като противотуберкулозен санаториум с указ и дарение от Цар Фердинанд I. Мястото за създаване на санаториума е избрано от специално назначена от Цар Фердинанд комисия, която е пътувала из България и е извършвала измервания на климатичните параметри. Светият синод на Българската Православна църква подарява земите за построяването на лечебното заведение, а Министерството на горите засажда в болничния парк от 250 декара уникални иглолистни и широколистни дървесни видове, които обогатяват въздуха и го правят още по чист и лековит. Сградите са построени по проект на арх. Пенчо Койчев, който е финализиран едва през 1919 г, след проблемните години на Първата световвна война.
В самия двор на болницата се намира Искречкия манастир „Успение Богородично“ построен през 1110 г. с уникален баптистерий към него – единствената седмоъгълна кръщелница на Балканския полуостров
В селото действа Основно училище „Св. Иван Рилски“. Поради пожар в старата сграда учениците са принудени за известен период да учат в други помещения, но преди известно време тя отново е възстановена и реставрирана и учебните занятия към момента се провеждат в нея. Тази сграда е и паметник на културата. Също така в Искрец действа църквата „Св. Николай Чудотворец“, която е построена още по времето на Османското владичество. Поради нуждата от по-голям храм още през първата половина на 20 век е започнат строежа на нова църква, която се намира точно над старата и по думите на някои хора тя е замислена като умален модел на храм-паметника „Св. Александър Невски“ в София. Строежът обаче е спрян още в началото и този проект остава недовършен поради липсата на средства. Местните жители все още се надяват църквата, която трябва да носи името „Св. Иван Рилски“, да бъде довършена и открита възможно най-скоро.
На Искрец е наречена улица в квартал „Илинден“ в София (Карта).
1. ↑  www.grao.bg
2. ↑  Йокимов П., Стоилова Л.,Водещи архитектурни личности на независисма България Архив на оригинала от 2021-07-04 в Wayback Machine., в "Епохата на цар Фердинанд 1", сборник, Научна конференция 2008 г.
3. ↑  Балкански Б., Санаториумът „ИСКРЕЦ” с трайна следа в българската медицина,07.02.2019

## Спорт
Селото има свой футболен отбор с дългогодишна история – „Искра“ (Искрец), който през всичките години е преминавал през селската регионална група, през „Б“ окръжна и оттам – в „А“ окръжна група, където още в началото се класира на третото призово място след „Балкан“ (Ботевград) и „Ботев“ (Ихтиман).